# Regione di Zanzibar Centro-Sud
La regione di Zanzibar Centro-Sud (ufficialmente Zanzibar Central/South Region o Unguja South in inglese) è una regione della Tanzania, costituita dalla parte centro-meridionale di Zanzibar.

## Distretti
La regione è divisa amministrativamente in 2 distretti:
- Kati
- Kusini